# Heorhij Birkadse
Heorhij Awtandilowytsch Birkadse (ukrainisch Георгій Автанділович Біркадзе, georgisch Გიორგი Ბირკაძე; * 30. September 1980 in Kareli, Georgische SSR) ist ein ukrainischer Politiker georgischer Herkunft. Er war von 2020 bis 2021 Leiter der Browaryer Rajonstaatsverwaltung in der Oblast Kiew und Berater des Präsidialamtes der Ukraine. Birkadse gilt als enger Vertrauter von Jurij Holyk, dem Koordinator des Programms „Großes Bauprojekt“. Seine Aktivitäten standen wiederholt im Mittelpunkt von Korruptionsskandalen und journalistischen Recherchen. Ihm wird vorgeworfen, den illegalen Sandabbau im Browaryer Rajon zu „decken“ sowie vertrauliche Informationen aus dem NABU an Jurij Holyk weitergegeben zu haben. Außerdem wird ihm vorgeworfen, monatlich Bestechungsgelder in Höhe von 100.000 US-Dollar für den Schutz illegaler Aktivitäten erhalten zu haben.

## Leben
Heorhij Awtandilowytsch Birkadse wurde am 30. September 1980 geboren. Er stammt aus einer georgischen Familie. Birkadse absolvierte sein Studium an der Nationalen Universität für Bauwesen und Architektur Kiew.

### Wirtschaft
Seine Karriere begann Birkadse im Bausektor, wo er sich mit Unternehmensentwicklung und Projektmanagement beschäftigte. Im Jahr 2011 gründete und leitete er die Unternehmensgruppe „Stroy-Garant Invest“, die auf die Planung und den Bau von technischen Netzen in Kiew und der Oblast Kiew spezialisiert war. Unternehmen aus dieser Gruppe erhielten wiederholt Aufträge für die Sanierung von Kanalisationen bei großen Bauprojekten in Kiew.
Darüber hinaus leitete Birkadse mehrere Jahre das Unternehmen „BRK Holding Group LLC“, das ebenfalls Dienstleistungen im Bauwesen anbot.
Zwischen 2017 und 2021 erhielten vier Unternehmen, die mit Birkadse in Verbindung stehen („Nateko Energo Montazh“, „Stroy Garant Group“, „BRK Termotechnologie“ und „BRK Hydrosevis“), Aufträge in Höhe von 942,65 Millionen Hrywnja. Die Durchführung dieser und anderer Bauaufträge geriet wiederholt in den Fokus der Strafverfolgungsbehörden. So ermittelte die Nationale Polizei im Jahr 2020 in einem Verfahren, in dem die damaligen faktischen Eigentümer von „Nateko“ verdächtigt wurden, korrupte Verbindungen zur Leitung des Ministeriums für Jugend und Sport der Ukraine zu haben, was ihnen ermöglichte, die tatsächlichen Arbeitsvolumina und -kosten für den Umbau der Sporthalle im „Olympischen NSC ‘Koncha-Zaspa’“ künstlich zu erhöhen. Insgesamt überstiegen die Kosten der Arbeiten 156 Millionen Hrywnja.

### Politik
Im Jahr 2020 wurde Birkadse zum Leiter der Rajonstaatsverwaltung Browary in der Oblast Kiew ernannt. Laut journalistischen Recherchen war er in diesem Amt mutmaßlich an der „Deckung“ der Sandmafia im Rajon Browary beteiligt.
Im März 2021 wurde er durch eine Verfügung des Präsidenten der Ukraine (Nr. 257/2021-рп) als Leiter der Rajonstaatsverwaltung Browary entlassen.
Anfang 2022 war er Co-Moderator der Sendung „Präsumption der Schuld“ auf dem Fernsehsender Dom.

### Zusammenarbeit mit dem Präsidialamt und Andrij Jermak
Nach seiner Entlassung setzte Birkadse seine Tätigkeit im Bausektor fort und wurde Berater des Büros des Präsidenten der Ukraine. In dieser Funktion tauchte er in journalistischen Recherchen auf, insbesondere im Zusammenhang mit der Weitergabe vertraulicher Informationen des NABU an den Koordinator des „Großen Bauprojekts“ Jurij Holyk.
Heorhij Birkadse äußerte öffentlich seine Loyalität gegenüber dem Leiter des Büros des Präsidenten der Ukraine, Andrij Jermak. In Telefongesprächen mit dem Pranker Wassyl Krutschak erklärte Birkadse seine Bereitschaft, alle Aufgaben für Jermak „mit Bestnote“ zu erfüllen. In demselben Gespräch äußerte er zudem Dankbarkeit gegenüber dem Leiter des Präsidialamtes, nachdem sich sein Gesprächspartner als Rechtsanwalt der Beraterin von Jermak, Darija Sariwna, vorgestellt hatte, was auf enge Verbindungen zum Präsidialamt hinweist.

## Korruptionsskandale

### Verdacht der „Deckung“ des illegalen Sandabbaus
Während seiner Amtszeit als Leiter der Rajonverwaltung Browary (2020–2021) tauchte Heorhij Birkadse mehrfach in journalistischen Recherchen im Zusammenhang mit dem illegalen Sandabbau in der Region Kiew auf. Die Recherchen des Informationsportals „Meine Kiewer Region“ deuteten darauf hin, dass seine Ernennung möglicherweise lobbyiert wurde, um die „Sandmafia“ im Rajon Browary zu organisieren und zu schützen. Journalisten berichteten auch, dass Birkadse monatlich „Abschläge“ von bis zu 100.000 US-Dollar für den Schutz dieses Geschäfts erhalten haben könnte.
Nach Birkadses Entlassung als Leiter der Rajonverwaltung im März 2021 folgte ihm Pawlo Proskotschylo nach, der von Medien als Birkadses Schwager bezeichnet wurde. Proskotschylo geriet später ins Visier der Strafverfolgungsbehörden im Zusammenhang mit einer Bestechung für die Genehmigung einer Ausreisegenehmigung für einen Freiwilligen.

### Verbindungen zum Polizei-Staatsanwalts-Klan von Witalij Jarema
Laut Journalisten hat Heorhij Birkadse Verbindungen zu Vertretern der Polizei- und Staatsanwaltschaftsstrukturen, insbesondere zum ehemaligen Generalstaatsanwalt der Ukraine Witalij Jarema. Jarema hatte zuvor eine lange Karriere in den Organen des Innenministeriums, darunter leitende Positionen in der Abteilung zur Bekämpfung der organisierten Kriminalität und als Leiter der Hauptverwaltung des Innenministeriums der Ukraine in Kiew.
Berichten zufolge könnte Birkadse die Interessen dieses Klans in Angelegenheiten vertreten haben, die mit Bauprojekten in Kiew in Verbindung standen. Es wird insbesondere vermutet, dass er als Vermittler bei Fragen zur Vergabe von Grundstücken und zur Erteilung von Baugenehmigungen auftrat, wobei er seine Kontakte zu Regierungs- und Strafverfolgungsbehörden nutzte.

## Verbindungen zu Jurij Holyk
Heorhij Birkadse pflegt enge Kontakte zu Jurij Holyk, dem Koordinator des staatlichen Programms „Große Bauprojekt“. Diese Beziehungen waren Gegenstand von journalistischen Untersuchungen, die Fälle der Weitergabe vertraulicher Informationen aus dem Nationalen Antikorruptionsbüro der Ukraine (NABU) an Holyk aufdeckten, gemeinsame Teilnahme an Ausschreibungen im Rahmen des Programms „Große Bauprojekt“ sowie des Nationalen militärischen Ehrenfriedhofs.

### Weitergabe von Informationen aus dem NABU
Im Jahr 2024 wurde Heorhij Birkadse Gegenstand einer journalistischen Untersuchung über die Weitergabe vertraulicher Informationen aus dem NABU an Jurij Holyk.
Journalisten von Bihus.Info veröffentlichten ein Material, in dem behauptet wird, dass der Berater des Präsidialamts, Heorhij Birkadse, vertrauliche Informationen aus dem NABU an Jurij Holyk, den Koordinator des Projekts „Große Bauprojekt“, weitergab. Insbesondere belegt der Inhalt von Holyks Mobiltelefon, dass er Nachrichten von Birkadse mit durchgesickerten Informationen aus dem NABU erhielt. Screenshots der Korrespondenz zeigen, dass Birkadse angeblich mit einem hochrangigen NABU-Beamten kommunizierte.
Im Mai 2024 führten die Spezialisierte Antikorruptionsstaatsanwaltschaft und die Nationale Polizei Durchsuchungen bei Heorhij Birkadse sowie beim NABU-Ermittler Walerij Poljuga durch, um den Informationsabfluss aus dem NABU zu untersuchen. Bei der Durchsuchung der Wohnung von Birkadse wurde ein iPad Pro beschlagnahmt, das laut einer älteren Frau in der Wohnung seiner Tochter gehöre. Das beschlagnahmte Gerät wurde zur computertechnischen Untersuchung an das Kiewer Wissenschaftlich-Forschungsinstitut für Gerichtsmedizin übergeben.

### Teilnahme an Ausschreibungen der „Großen Bauprojekt“
Die Recherchen ergaben auch, dass Unternehmen, die mit Birkadse in Verbindung stehen, an Ausschreibungen für Bauprojekte im Rahmen der „Großen Bauprojekt“ teilgenommen haben, die von Holyk geleitet wurden. Insbesondere tauchte das Unternehmen „SK Stroyinvest“, das über 4 Milliarden Hrywnja für Bauarbeiten erhielt, in einem gemeinsamen Strafverfahren von NABU gegen Birkadse und Holyk auf. Dies weckt Verdacht auf mögliche Interessenkonflikte und Amtsmissbrauch.

### Teilnahme an der Ausschreibung für den Bau des Nationalen militärischen Ehrenfriedhofs
Im August 2024 fand in der Ukraine eine Ausschreibung für den Bau der ersten Phase des Nationalen militärischen Ehrenfriedhofs mit einem Wert von 1,75 Milliarden Hrywnja statt. Den Zuschlag erhielt der eigens für dieses Projekt gegründete Konsortialverbund „Bilding UA“, der einen Tag vor der Dokumenteneinreichung gebildet wurde.
Zum Konsortium gehört das in Odessa ansässige Unternehmen „Evroelitbud“, dessen Miteigentümerin Natalija Poberezhnez ist. Sie ist auch Eigentümerin des Unternehmens „Budvizhn“ (früher „BRK Transalliance“), das zuvor von Swjatoslaw Pusnjak geleitet wurde – einem ehemaligen Leiter eines Unternehmens, das von Heorhij Birkadse gegründet wurde. Weitere Mitglieder des Konsortiums sind ein Bauunternehmen aus Dnipro und eine Straßenbaufirma aus Browary.
Laut den Recherchen von Journalisten wurde im Telefon von Jurij Holyk, dem Koordinator der „Großen Bauprojekt“, ein Foto des Gedenkprojekts gefunden, was auf seine Einbindung in die Projektvorbereitung hinweist. Außerdem reiste Heorhij Birkadse am 6. April 2024 zusammen mit dem Chefarchitekten des Denkmals und dem Direktor der Einrichtung „Nationaler militärischer Ehrenfriedhof“ ins Ausland mit einem Auto, das auf seine Ehefrau registriert war – noch vor der Ausschreibung.
Diese Fakten führten zu Medienkritik und Verdacht auf möglichen Amtsmissbrauch durch Birkadse und Holyk. „Glavcom“ berichtete über die Präsenz von Unternehmen, die mit Birkadse in Verbindung stehen, in diesem Projekt. „Business-Zensor“ weist auf Verbindungen zwischen den siegreichen Unternehmen und den Geschäftspartnern von Birkadse hin. Das Zentrum für Menschenrechte ZMINA hebt hervor, dass die Teilnehmer des Gewinnerkonsortiums vor der Durchführung der Ausschreibung gemeinsam ins Ausland gereist sind.

## Zwischenfälle

### Skandalöse Aussage über „gestohlene“ Gelder
Im Jahr 2024 geriet Heorhij Birkadse in einen Skandal während einer Live-Übertragung des TV-Marathons „Einheitliche Nachrichten“. Er wurde eingeladen, um einen Kommentar zur zweiten Tranche der Makrofinanziellen Hilfe der EU für die Ukraine und zur Mittelzuweisung für Befestigungsanlagen abzugeben. Während der Diskussion versuchte sich Birkadse zu korrigieren, sagte aber versehentlich:

„„Wenn man den Wiederaufbau betrachtet, dann haben wir heute 37 Milliarden gestohlen… äh, investiert in die Befestigungsanlagen“.“

## Familie
Seine Ehefrau ist Olha Wolodymyriwna Birkadse, Assistentin am Lehrstuhl für Theorie und Praxis der Übersetzung romanischer Sprachen benannt nach Mykola Serow am Bildungs- und Forschungsinstitut für Philologie der Nationalen Taras-Schewtschenko-Universität Kiew. Das Paar hat eine Tochter.